# Cypherpunks
Cypherpunks: La libertad y el futuro de la internet es un libro escrito en 2012 por el hacker Julian Assange, basado en sus diálogos con los cyberactivistas y cypherpunks Jacob Appelbaum, Andy Müller-Maguhn y Jérémie Zimmermann. La versión en español cuenta con prólogo de Enrique Dans.
El libro parte de los conocimientos de seguridad informática de los participantes en las discusiones para mostrar al lector las implicaciones del uso y control totalitario que de internet se efectúa actualmente por parte de estados y empresas. Ante esta problemática proponen el uso de criptografía como única alternativa.

## Resumen por capítulos
- Mayor comunicación versus mayor vigilancia: presenta la creciente importancia de las comunicaciones a nivel global y el paralelo crecimiento de la vigilancia sobre ellas.
- La militarización del ciberespacio: critica el uso del patriotismo en entornos de aprendizaje de técnicas de ciber-ataque y ciber-defensa para reclutar jóvenes expertos en seguridad informática. También se comenta cómo ha pasado a ser más eficiente el almacenamiento masivo de todas las comunicaciones de un país ("enfoque estratégico" del espionaje) frente a espiar sólo a las personas necesarias ("enfoque táctico") normalmente bajo aprobación judicial.
- Combatir la vigilancia total con las leyes del hombre: se discute la moralidad de no permitir la venta de armas a países del "eje del mal" cuando sí se les venden sistemas de espionaje masivo que les permiten ejercer una mayor represión sobre los ciudadanos. Se comenta cómo, ante el uso continuo de un enfoque estratégico a nivel de seguridad nacional, se han intentado legalizar con leyes (no siempre con éxito).
- Espionaje del sector privado: comenta cómo empresas como Facebook u otras implementan redes sociales con un diseño pensado en almacenar información de los usuarios, pasando luego a usarse para fines comerciales o de espionaje. Uno de los participantes en la discusión trabaja para Twitter en ese momento y ofrece una visión interna del proceso de defensa de Twitter con intención de informar a sus usuarios de las cesiones de datos al gobierno.
- Combatir la vigilancia total con las leyes de la física: analiza soluciones tecnológicas como Tor para implementar la criptografía que garantice libertades civiles.
- Internet y política: se debate la problemática que servicios centralizados como Google, Facebook o Twitter presentan para las libertades de los usuarios frente a modelos p2p. Se discute que aunque la computación en nube representa una solución ideal tanto a nivel económico como tecnológico para el almacenamiento de datos, representa un enorme problema para el anonimato de los usuarios.
- Internet y economía: inicialmente se discute sobre los ingredientes de control necesarios para un estado: una fuerza armada, infraestructuras de comunicaciones e infraestructura financiera. A partir de la problemática de la estructura financiera centralizada actual, se discute sobre las ventajas e inconvenientes del Bitcoin.
- Censura: se presentan los distintos mecanismos para realizar la censura y para controlarla. Se pone como ejemplo la venta del escaño de Obama (página 130), así como del uso parcial de la información que proporcionó Wikileaks a The New York Times y The Guardian (páginas 131 y 132).
- Privacidad para el débil, transparencia para el fuerte: explica el papel de los archivos de seguridad nacional en Túnez y la Stasi, y como Kohl cedió a Estados Unidos la vigilancia de las telecomunicaciones alemanas tras la reunificación.
- Ratas en la ópera: trata el futuro utópico de Internet libre, destacando la importancia del software libre y hardware libre en el ámbito tecnológico y del Club Informático del Caos en su vertiente política y social.